# Вашингтон (штат)
Ва́шингто́н (англ. Washington) — штат у США, на узбережжі Тихого океану, належить до Тихоокеанського північно-західного географічного регіону. 176,5 тис. км², 5,2 млн мешканців; адміністративний центр місто Олімпія, головні міста: Сіетл, Спокен, Такома; із заходу тягнуться Берегові й Каскадні гори, Колумбійська височина.
Штат багатий на хвойні ліси; розвивається літакобудівна (Боїнг у Сіетлі), целюлозно-паперова, харчова промисловість; гідроелектростанція Гранд-Кулі на річці Колумбія; вирощування пшениці, ячменю, хмелю; садівництво; тваринництво; риболовля; туризм.
Штат названий на честь Джорджа Вашингтона — першого президента США. Квітка штату — «береговий рододендрон» Rhododendron macrophyllum.

## Географія
Штат Вашингтон — найбільш північно-західний штат континентальної частини Сполучених Штатів. Північний кордон головно проходить по 49-й паралелі, частина проходить по морському кордону протоками Джорджія, Гаро та Хуана-де-Фука з Канадською провінцією Британська Колумбія. З півдня Вашингтон межує зі штатом Орегон. Кордон проходить переважно по річці Колумбія, східна частина кордону лежить на 46-й паралелі. Зі сходу по меридіану (приблизно 116°57' західної довготи), що розташований на північ від злиття річок Снейк і Клірвотер (Clearwater) штат межує з Айдахо. Лише південна частина кордону не збігається з меридіаном, а зафіксована по річці Снейк. Із заходу штат Вашингтон омивається Тихим океаном

### Національні парки
- Олімпік
- Маунт Рейнієр
- Північні Каскади
- 90 дамб

## Історія
До прибуття європейців узбережжя штату було заселено різноманітними індіанськими племенами, серед них — чинуки, ламмі, кінаулт, мака, скокомиши (твана), суквоміші, кілеуте, сінікст, снохомиши та інші. Вони займалися рибальством та полюванням на китів. На рівнині проживали кайюси, не-персе, оканоган, ванапам, палуси, спокани, венатчі та якама. Тепер нащадки індіанців проживають у 20 резерваціях, серед яких найбільша — Якіма.
Був досліджений англійцями та іспанцями у XVIII столітті; заселений з 1811 року; став територією з 1853 року і штатом — у 1889 році. 1980 року відбулося Виверження вулкана Сент-Геленс.

## Населення
Населення — 4886700 (1990), включаючи 1,4 % індіанців, в основному племені якима.
Мовний склад населення (2010)  [Архівовано 1 грудня 2007 у Wayback Machine.]
| Мова        | Частка людей віком понад 5 років, % |
| ----------- | ----------------------------------- |
| Англійська  | 82,51                               |
| Іспанська   | 7,79                                |
| В'єтнамська | 0,94                                |
| Тагальська  | 0,84                                |
| Корейська   | 0,83                                |
| Російська   | 0,80                                |
| Китайська   | 0,76                                |
| Німецька    | 0,55                                |
| Японська    | 0,39                                |
| Українська  | 0,33                                |
| інші        | 4,26                                |